# Monastiráki (ort i Grekland, Mellersta Makedonien, Nomós Péllis)
Monastiráki (Monastiraki) är en ort i Grekland.   Den ligger i prefekturen Nomós Péllis och regionen Mellersta Makedonien, i den norra delen av landet, 400 km norr om huvudstaden Aten. Monastiráki ligger 225 meter över havet och antalet invånare är 164.
Terrängen runt Monastiráki är varierad. Runt Monastiráki är det ganska tätbefolkat, med 75 invånare per kvadratkilometer. Närmaste större samhälle är Édessa, 15,0 km söder om Monastiráki. Omgivningarna runt Monastiráki är en mosaik av jordbruksmark och naturlig växtlighet.